# تومي سايمور
تومي سايمور (بالإنجليزية: Tommy Seymour)‏ هو لاعب اتحاد الرغبي أمريكي وبريطاني، ولد في 1 يوليو 1988 في ناشفيل في الولايات المتحدة.

## وصلات خارجية
- تومي سايمور عل موقع إسبنسكروم (الإنجليزية)
- تومي سايمور على موقع ItsRugby.co.uk (الإنجليزية)